# ХК «Торпедо» (Нижний Новгород) в сезоне 2014/2015
Сезон 2014/2015 — седьмой сезон хоккейного клуба «Торпедо» (Нижний Новгород) в Континентальной хоккейной лиге и 68-й в истории клуба.

## Межсезонье

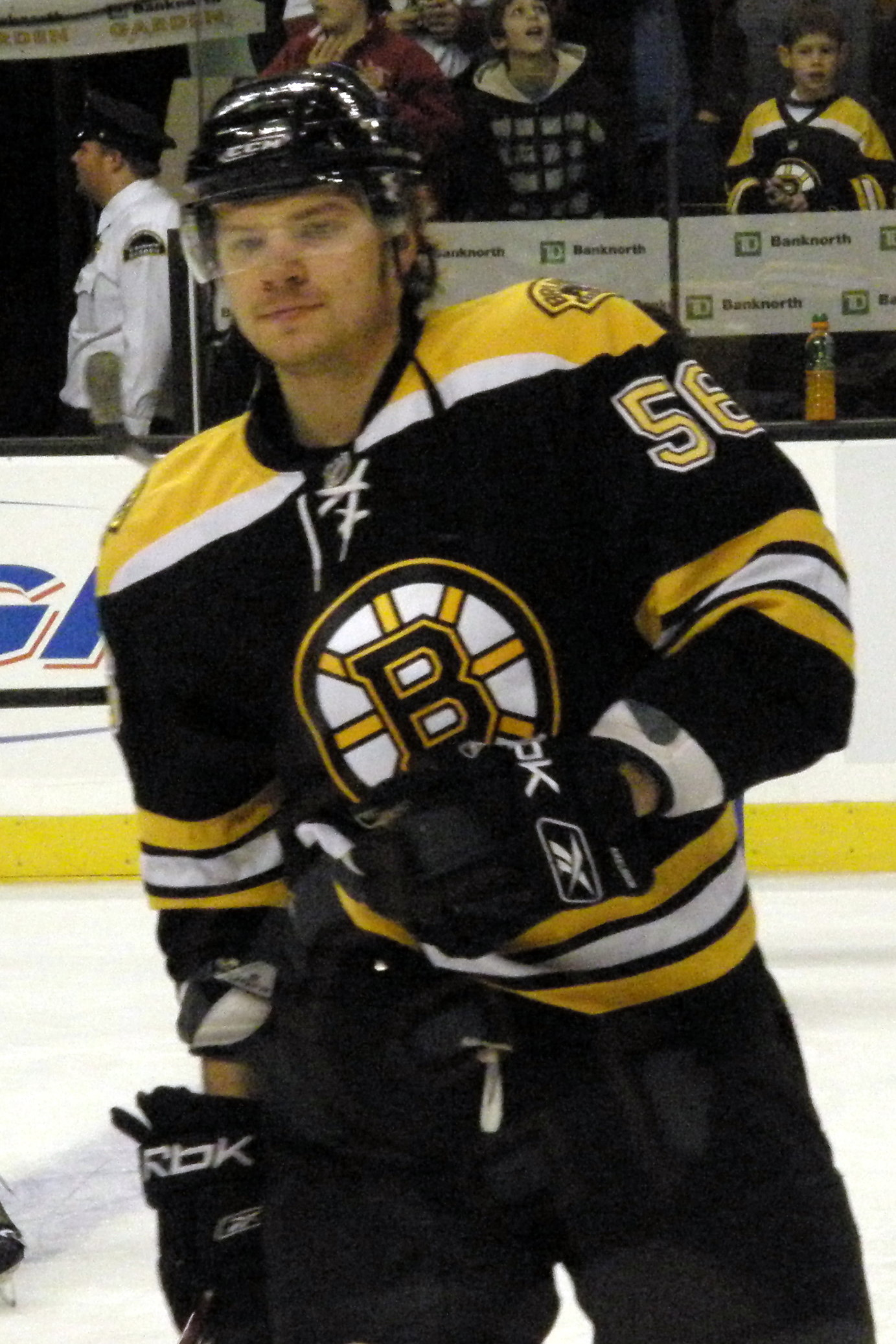
Чемпион мира Петтери Нокелайнен пополнил состав «Торпедо»

Через несколько дней после того, как «Торпедо» завершило борьбу за Кубок Гагарина 2014, Андрея Осипенко на посту генерального директора клуба сменил Виктор Харитонов.
Павел Валентенко, Владимир Галузин, Максим Потапов — хоккеисты, сыгравшие немалую роль в успехах команды в предыдущем сезоне, продлили контракты с командой.
Первыми новичками стали выступавший в прошлом сезоне за дебютанта КХЛ, «Адмирал», нападающий Виктор Другов и вратарь Алексей Яхин. Защитник Ильдар Валеев был переведён в основу из фарм-клуба «Саров». Позднее были подписаны контракты с автором победной шайбы сборной Финляндии на Чемпионате мира-2011, нападающим Петтери Нокелайненом, и автором самой быстрой шайбы на Чемпионатах мира, белорусом Сергеем Демагиным. Также состав пополнили обладатель Кубка Стэнли 2006 в составе «Каролины Харрикейнз», защитник Антон Бабчук, трёхкратный обладатель Кубка Гагарина Дмитрий Казионов и его брат Денис.

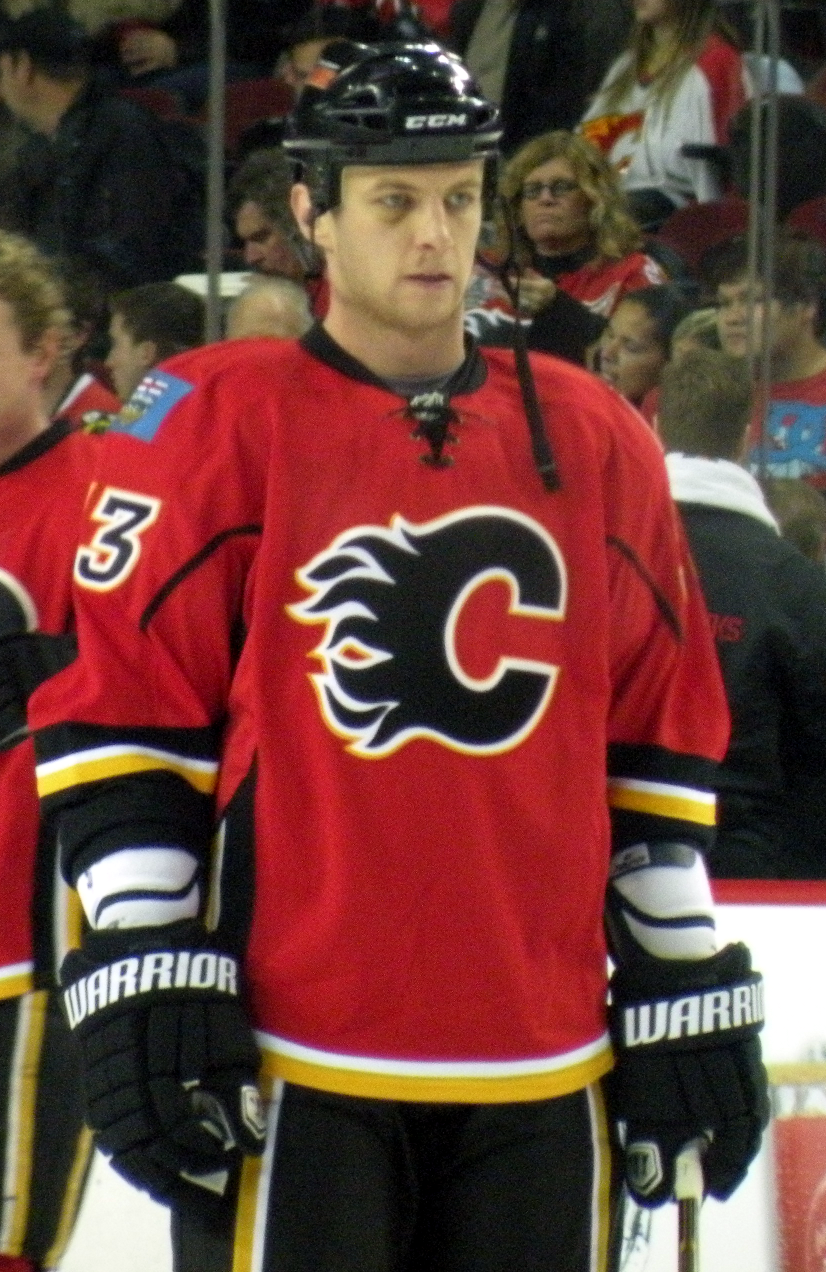
Обладатель Кубка Стэнли 2006 Антон Бабчук перешёл в «Торпедо»

Не были продлены контракты с нападающими Григорием Мищенко, Крисом Коланосом, Романом Людучиным, Евгением Скачковым, Денисом Паршиным, Александром Кулаковым и Алексеем Бадюковым и вратарями Виталием Ковалем и Михаилом Демидовым, защитник Павел Лукин перебрался в «Северсталь» в обмен на выбор в третьем раунде драфта КХЛ-2015, а Александр Макаров и Евгений Белохвостиков перешли в новокузнецкий «Металлург» в обмен на выбор в четвёртом и пятом раундах драфта-2015.
В результате состоявшегося в конце августа обмена, состав «автозаводцев» пополнил защитник «Югры» Кирилл Дьяков, а в обратном направлении проследовал Даниил Стальнов. Перед началом сезона «Торпедо» рассталось с защитником Владимиров Денисовым и нападающим Сергеем Твердохлебовым.
Петерис Скудра, несмотря на поступившие предложения от других клубов, продолжил работу с командой, но в его тренерском штабе произошли изменения: перешедших в «Сибирь» тренера Андрея Скабелку и тренера по физической подготовке Эдуарда Рабе заменили тренеры Александр Макрицкий и Артём Чубаров и тренер по физической подготовке Нормунд Силиньш.
В ходе шестого драфта юниоров, который прошёл в Санкт-Петербурге, во втором раунде под 80-м общим номером был выбран воспитанник клуба Михаил Потапов. В четвёртом раунде выбраны два хоккеиста: воспитанник альметьевского «Нефтяника» Артур Гиздатуллин (144-й номер) и воспитанник «Ижстали» Кирилл Ураков (154-й номер). В пятом раунде, под 193-м номером, был выбран нижегородский воспитанник Михаил Смолин.
После изменений в составе Лиги, для обеспечения равного количества клубов в конференциях, было принято решение о переводе «Торпедо» назад в дивизион Тарасова Западной конференции, который клуб покинул год назад.
Команда вышла из отпуска 14 июля и после медицинского обследования приступила к тренировочному процессу: 15 и 16 июля команда занималась на легкоатлетических дорожках стадиона «Локомотив», а с 17 июля приступила к ледовым тренировкам. 25 июля команда отправилась на двухнедельный сбор в Финляндию, по итогам которого состоялись две товарищеские встречи. 5 августа «автозаводцы» уступили в серии буллитов местному «ЮИП» 2:3, а на следующий день обыграли ханты-мансийскую «Югру» 5:2.
После возвращения с зарубежного сбора, с 11 по 15 августа «Торпедо» приняло участие в традиционном Кубке Губернатора Нижегородской области. В дебютном матче турнира «автозаводцы» обыграли «Трактор» 5:2, а во второй встрече уступили «Ак Барсу» 2:3. В решающем матче группового этапа «Торпедо» боролось за выход в финал с московским «Динамо». Уступая в начале второго периода 0:2, нижегородцы сумели перехватить инициативу во встрече и забросили 7 шайб. Благодаря этой победе, «Торпедо» вышло в финал, где снова уступило казанскому клубу, на этот раз с более крупным счётом — 1:5.
В конце августа «Торпедо» провело три матча против зарубежных соперников в рамках Кубка Бена, который состоялся в городе Ивердон-ле-Бен. 26 августа нижегородцы уступили «Лозанне» в овертайме 2:3; 29 августа «автозаводцы» проиграли другому швейцарскому клубу, «Амбри-Пиотте», со счётом 1:4; «Торпедо» завершило участие в кубке и предсезонную подготовку на следующий день «сухой» победой 4:0 против словацкого клуба «Банска-Бистрица».
За несколько дней до начала сезона на общекомандном собрании был выбран капитан клуба, им стал защитник Павел Валентенко. Ассистентами капитана поочерёдно будут Вадим Хомицкий, Владимир Галузин, Дмитрий Казионов и Юусо Хиетанен.

## Регулярный сезон

### Сентябрь

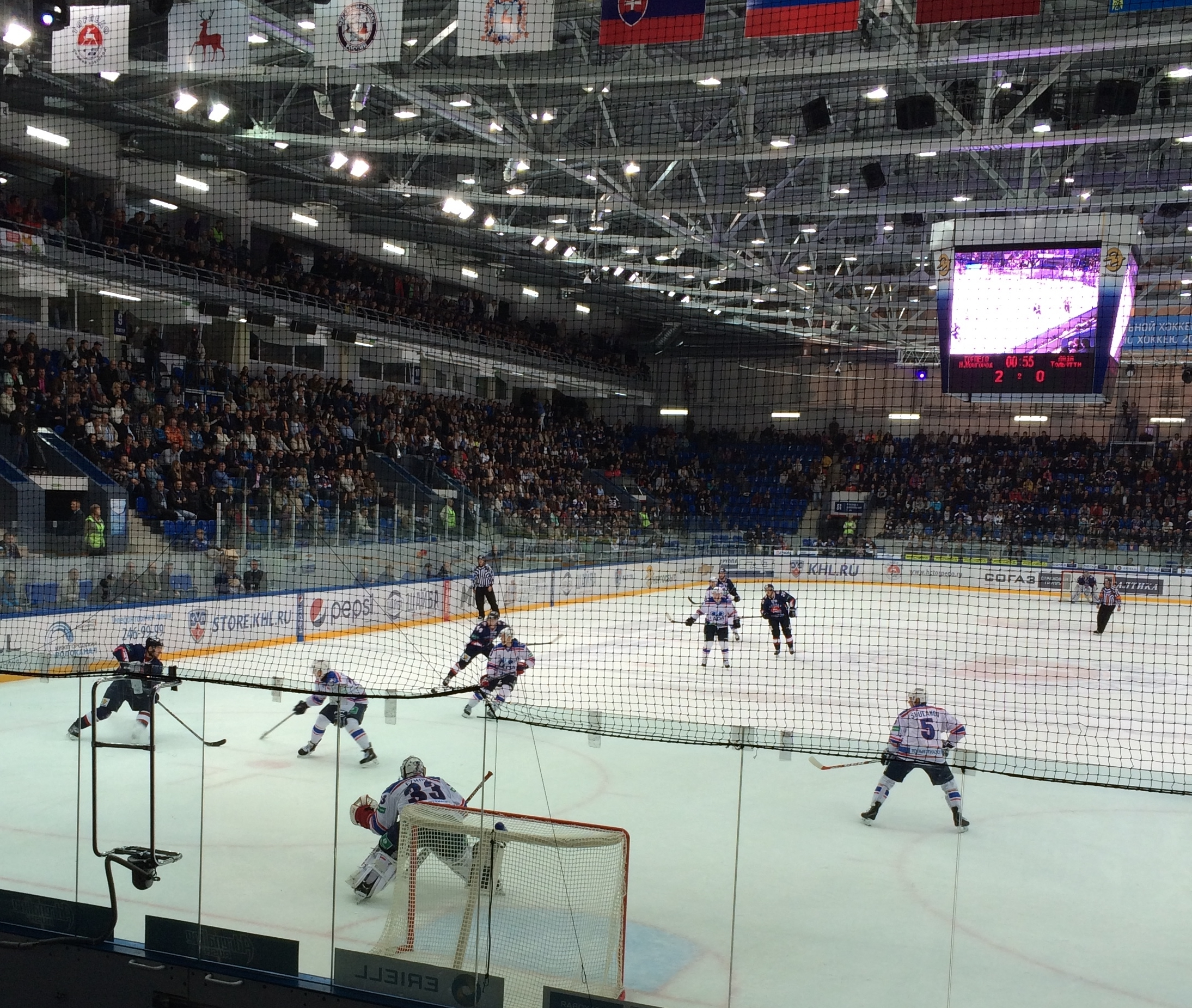
Игроки «Динамо» атакуют ворота «Лады» в матче 25 сентября

4 сентября, в первом матче седьмого сезона КХЛ, «Торпедо» на выезде одержало победу над череповецкой «Северсталью» со счётом 2:0. Первую шайбу нового сезона забросил новобранец клуба Дмитрий Казионов, также в матче отличился Вадим Краснослободцев, забросивший шайбу в пустые ворота. Два дня спустя, в первом домашнем матче сезона, «автозаводцы» уступили ханты-мансийской «Югре» со счётом 1:3. Иван Касутин стал лучшим вратарём Лиги по итогам первой игровой недели. Во втором домашнем матче, против «Трактора», «Торпедо» отыгралось со счёта 1:4, сравняв счёт за 8 секунд до конца третьего периода, но уступило в серии буллитов.
Первую выездную серию сезона клуб начал с победы по буллитам над словацким «Слованом» со счётом 3:2. 16 сентября «Торпедо» одержало победу над загребским «Медвешчаком» со счётом 4:1, но спустя два дня уступило мытищинскому «Атланту» 1:3. На раскатке перед матчем Георгий Гелашвили получил травму и выбыл на несколько недель. В этот же день стало известно о возвращении защитника Александра Макарова из новокузнецкого «Металлурга» в обмен на нападающего Сергея Сентюрина. Выездная серия завершилась 20 сентября поражением от «Динамо» из Минска с сухим счётом 0:3.
Через три дня «Торпедо» и «Динамо» встретились на льду «Нагорного Дворца Спорта Профсоюзов», и победа вновь осталась за командой Любомира Поковича — минчане победили в овертайме со счётом 2:1. Спустя два дня, в первом «автозаводском» дерби после возвращения «Лады» в КХЛ, нижегородцы одержали первую домашнюю победу в новом сезоне, всухую переиграв тольяттинцев — 3:0. Иван Касутин оформил второй шатаут в сезоне. 27 сентября состав клуба пополнили вратарь «Сарова» Максим Аляпкин и защитник «Атланта» Владимир Малевич, а в мытищинский клуб отправился проведший в «Торпедо» 12 сезонов Максим Потапов. В этот же день нижегородцы в результативном матче уступили «Нефтехимику» в овертайме со счётом 5:6. «Торпедо» вело в счёте 2:0, 3:1 и 5:3, но нижнекамцы каждый раз отыгрывались, сравняли счёт за 34 секунды до конца третьего периода и забросили победную шайбу спустя 37 секунд после начала овертайма.
В первом матче «дальневосточного турне» нижегородский клуб уступил «Адмиралу» со счётом 1:4. В матче дебютировал вратарь Алексей Яхин, проведя на площадке 11 минут.

### Октябрь

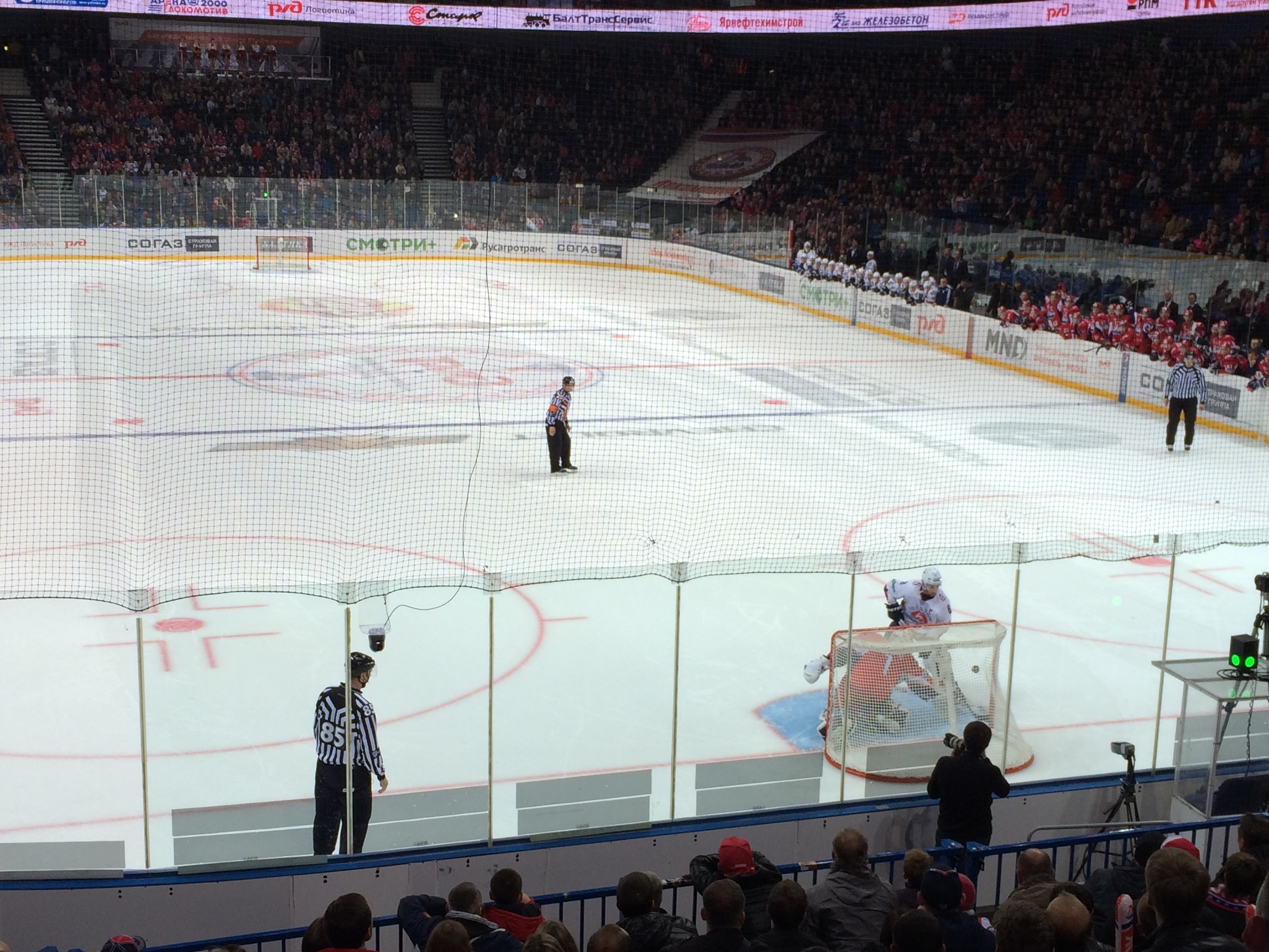
Войтек Вольский забрасывает шайбу в серии буллитов в ворота ярославского «Локомотива»

Спустя два дня, 2 октября, на льду «Платинум Арены» «Торпедо» и «Амур» сыграли самый грубый матч сезона, по ходу которого по одному игроку из каждой команды были наказаны дисциплинарным штрафом до конца игры, а за пять и за одну секунду до окончания встречи состоялись две массовые драки с участием находившихся на площадке игроков. В сумме команды набрали 153 минуты штрафа. Победу одержали «автозаводцы», разгромившие соперника — 7:2. На следующий день спортивно-дисциплинарный комитет Лиги вынес дополнительные наказания в виде двух матчей дисквалификации защитнику Павлу Валентенко и одного матча — защитнику Александру Макарову. 4 октября нижегородцы снова крупно обыграли своих оппонентов, отправив шесть шайб в ворота новокузнецкого «Металлурга». Заключительный матч турне завершился волевой победой со счётом 3:2 над «Сибирью», возглавляемой бывшим помощником Петериса Скудры в «Торпедо», Андреем Скабелкой. В этой игре канадский легионер Войтек Вольский установил новый рекорд КХЛ, сделав хет-трик за 1 минуту и 46 секунд, улучшив предыдущее достижение на 74 секунды.

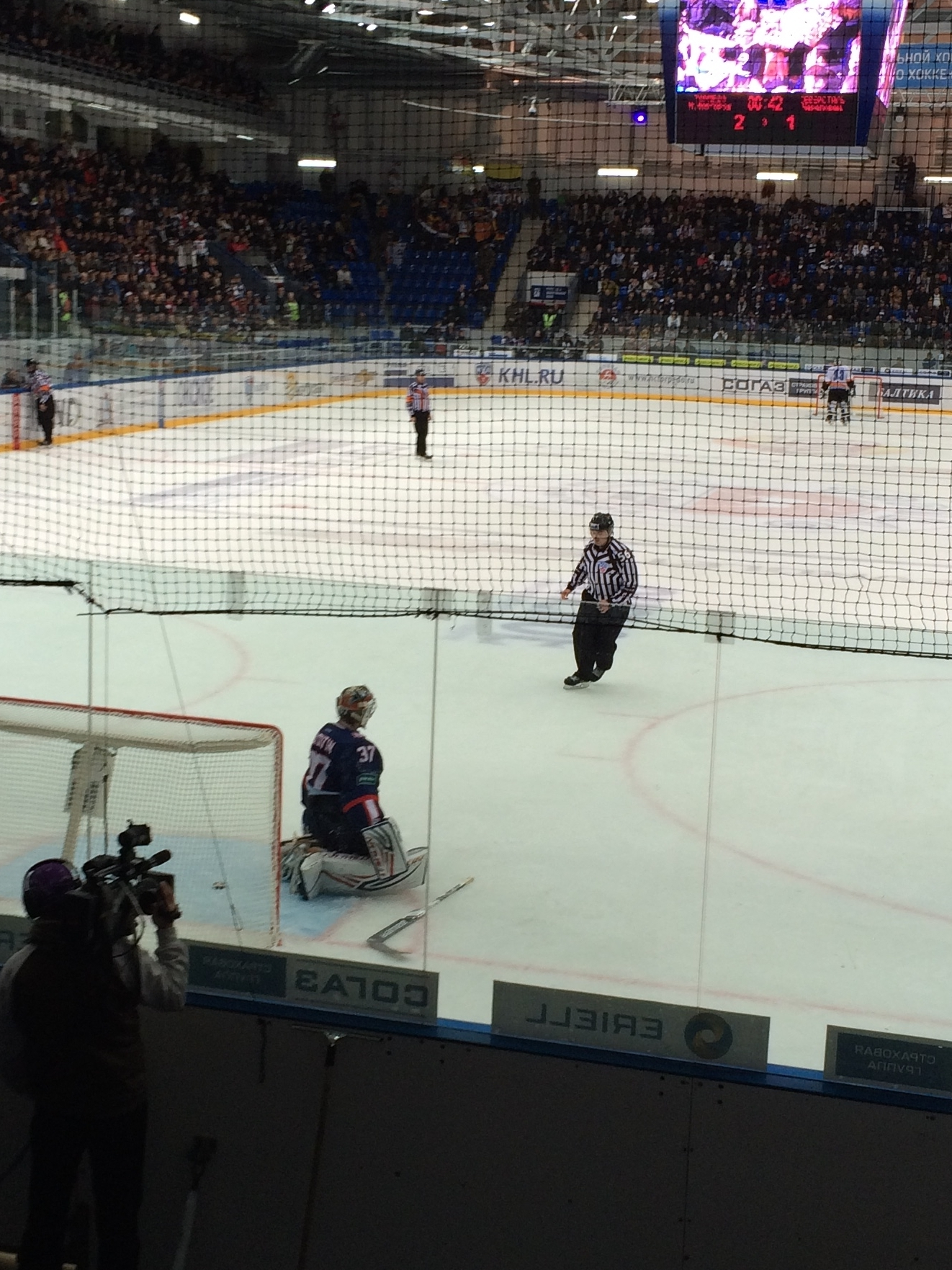
Иван Касутин после своей ошибки в матче против «Северстали»

9 октября «Торпедо» обыграло двукратных обладателей Кубка Гагарина, московское «Динамо», 3:1, а шайба Владимира Галузина, заброшенная в первом периоде после сольного прохода от своей синей линии, была признана лучшим голом недели. Спустя три дня команда продлила свою победную серию по пяти матчей, обыграв в Ярославле местный «Локомотив» по буллитам 4:3. Войтек Вольский прервал свою голевую серию, остановившуюся на отметке в семь матчей. Первую шайбу за клуб забросил Владимир Малевич, а Никита Двуреченский сделал первый дубль в карьере.
13 октября Сергей Бернацкий был признан лучшим защитником Лиги шестой игровой недели, а состав команды пополнил защитник Артём Блажиевский, перешедший из ЦСКА в обмен на выбор во втором раунде драфта КХЛ-2015.
В следующем выездном матче «автозаводцы» впервые за пять встреч не сумели выиграть, уступив в Подольске со счётом 2:3, ведя 2:0 и пропустив третью шайбу за шесть секунд до конца третьего периода. В этом матче лучший бомбардир команды Войтек Вольский получил травму и выбыл на несколько недель.
Следующая домашняя серия началась с поражения от «Северстали» по буллитам 2:3. Нижегородцы были близки к победе, но череповчане сравняли счёт из-за ошибки Ивана Касутина, проводившего восемнадцатый матч подряд в стартовом составе, за 42 секунды до конца третьего периода. Впервые за «Торпедо» отличился Сергей Демагин.

## Таблицы
|   | Команда      | И  | В  | ВО | ВБ | ПБ | ПО | П | ШЗ | ШП | О  |
| - | ------------ | -- | -- | -- | -- | -- | -- | - | -- | -- | -- |
| 1 | ЦСКА         | 18 | 16 | 0  | 0  | 0  | 0  | 2 | 65 | 25 | 48 |
| 2 | «Динамо» М   | 17 | 11 | 1  | 0  | 1  | 0  | 4 | 45 | 35 | 36 |
| 3 | «Торпедо»    | 18 | 7  | 0  | 2  | 2  | 2  | 5 | 52 | 44 | 29 |
| 4 | «Витязь»     | 17 | 7  | 0  | 1  | 0  | 1  | 7 | 44 | 52 | 24 |
| 5 | «Северсталь» | 19 | 6  | 0  | 2  | 2  | 0  | 9 | 55 | 58 | 24 |
| 6 | «Локомотив»  | 16 | 6  | 0  | 1  | 2  | 0  | 7 | 45 | 45 | 22 |
| 7 | «Сочи»       | 14 | 4  | 0  | 0  | 0  | 1  | 9 | 24 | 46 | 15 |

|     | Команда      | И  | В  | ВО | ВБ | ПБ | ПО | П  | ШЗ | ШП | О  |
| --- | ------------ | -- | -- | -- | -- | -- | -- | -- | -- | -- | -- |
| 1   | СКА          | 18 | 17 | 0  | 0  | 0  | 0  | 0  | 83 | 37 | 51 |
| 2   | ЦСКА         | 18 | 16 | 0  | 0  | 0  | 0  | 2  | 65 | 25 | 48 |
| 2,5 |              |    |    |    |    |    |    |    |    |    |    |
| 3   | «Йокерит»    | 19 | 13 | 2  | 0  | 0  | 1  | 3  | 66 | 46 | 44 |
| 4   | «Динамо» М   | 17 | 11 | 1  | 0  | 1  | 0  | 4  | 45 | 35 | 36 |
| 5   | «Торпедо»    | 18 | 7  | 0  | 2  | 2  | 2  | 5  | 52 | 44 | 29 |
| 6   | «Динамо» Мн  | 16 | 6  | 2  | 0  | 3  | 1  | 4  | 43 | 41 | 26 |
| 7   | «Витязь»     | 17 | 7  | 0  | 1  | 0  | 1  | 7  | 44 | 52 | 24 |
| 8   | «Северсталь» | 19 | 6  | 0  | 2  | 2  | 0  | 9  | 55 | 58 | 24 |
| 8,5 |              |    |    |    |    |    |    |    |    |    |    |
| 9   | «Локомотив»  | 16 | 6  | 0  | 1  | 2  | 0  | 7  | 45 | 45 | 22 |
| 10  | «Слован»     | 17 | 6  | 0  | 1  | 1  | 0  | 9  | 40 | 47 | 21 |
| 11  | «Медвешчак»  | 19 | 6  | 1  | 0  | 0  | 0  | 12 | 41 | 61 | 20 |
| 12  | «Динамо» Р   | 18 | 5  | 0  | 0  | 2  | 1  | 10 | 37 | 54 | 18 |
| 13  | «Атлант»     | 16 | 4  | 0  | 2  | 1  | 1  | 8  | 42 | 49 | 18 |
| 14  | «Сочи»       | 14 | 4  | 0  | 0  | 0  | 1  | 9  | 24 | 46 | 15 |

## Трансферы
| Поз. | Гр             | Игрок              | Прежний клуб  | Примечание             |
| ---- | -------------- | ------------------ | ------------- | ---------------------- |
| В    | Флаг России    | Алексей Яхин       | ТХК           | Контракт на один сезон |
| З    | Флаг России    | Антон Бабчук       | Салават Юлаев | Контракт на один год   |
| З    | Флаг России    | Кирилл Дьяков      | Югра          | Обмен                  |
| З    | Флаг России    | Ильдар Валеев      | Саров         | Контракт на два года   |
| Н    | Флаг Украины   | Евгений Белухин    | Донбасс       | Контракт на один год   |
| Н    | Флаг России    | Сергей Демагин     | Автомобилист  | Контракт на два года   |
| Н    | Флаг России    | Виктор Другов      | Адмирал       | Контракт на два года   |
| Н    | Флаг России    | Денис Казионов     | Авангард      | Контракт               |
| Н    | Флаг России    | Дмитрий Казионов   | Металлург Мг  | Контракт на один год   |
| Н    | Флаг Финляндии | Петтери Нокелайнен | Брюнес        | Контракт на один год   |
| Н    | Флаг России    | Михаил Потапов     | Чайка         | Двусторонний контракт  |
| Н    | Флаг России    | Михаил Смолин      | Чайка         | Двусторонний контракт  |

| Поз. | Гр          | Игрок             | Прежний клуб  | Примечание            |
| ---- | ----------- | ----------------- | ------------- | --------------------- |
| В    | Флаг России | Максим Аляпкин    | Саров         | Двусторонний контракт |
| З    | Флаг России | Артём Блажиевский | Красная Армия | Обмен                 |
| З    | Флаг России | Александр Макаров | Металлург Нк  | Обмен                 |
| З    | Флаг России | Владимир Малевич  | Атлант        | Обмен                 |

| Поз. | Гр            | Игрок                 | Новый клуб    | Примечание |
| ---- | ------------- | --------------------- | ------------- | ---------- |
| В    | Флаг Беларуси | Виталий Коваль        | Салават Юлаев | Контракт   |
| В    | Флаг России   | Михаил Демидов        | Сарыарка      | Контракт   |
| З    | Флаг России   | Евгений Белохвостиков | Металлург Нк  | Обмен      |
| З    | Флаг России   | Владимир Денисов      | Ак Барс       | Контракт   |
| З    | Флаг России   | Павел Лукин           | Северсталь    | Обмен      |
| З    | Флаг России   | Александр Макаров     | Металлург Нк  | Обмен      |
| З    | Флаг России   | Даниил Стальнов       | Югра          | Обмен      |
| Н    | Флаг России   | Алексей Бадюков       | —             | —          |
| Н    | Флаг Украины  | Евгений Белухин       | —             | —          |
| Н    | Флаг Канады   | Крис Коланос          | —             | —          |
| Н    | Флаг Беларуси | Александр Кулаков     | Динамо Мн     | Контракт   |
| Н    | Флаг России   | Роман Людучин         | Сочи          | Контракт   |
| Н    | Флаг России   | Григорий Мищенко      | Саров         | Контракт   |
| Н    | Флаг России   | Денис Паршин          | Авангард      | Контракт   |
| Н    | Флаг России   | Евгений Скачков       | Салават Юлаев | Контракт   |
| Н    | Флаг России   | Сергей Твердохлебов   | Нефтехимик    | Контракт   |

| Поз. | Гр          | Игрок           | Новый клуб   | Примечание |
| ---- | ----------- | --------------- | ------------ | ---------- |
| Н    | Флаг России | Максим Потапов  | Атлант       | Обмен      |
| Н    | Флаг России | Сергей Сентюрин | Металлург Нк | Обмен      |

## Драфт КХЛ
«Торпедо» на драфте юниоров КХЛ 2014 года получило права на следующих хоккеистов:
| Раунд | №   | Игрок             | Позиция    | Гражданство | Клуб     |
| ----- | --- | ----------------- | ---------- | ----------- | -------- |
| 2     | 79  | Михаил Потапов    | нападающий | Россия      | Чайка    |
| 4     | 144 | Артур Гиздатуллин | нападающий | Россия      | Нефтяник |
| 4     | 154 | Кирилл Ураков     | нападающий | Россия      | Ижсталь  |
| 5     | 193 | Михаил Смолин     | нападающий | Россия      | Чайка    |

## Календарь и результаты
Легенда:
 Победа в основное время (3 очка)
 Победа в овертайме или по буллитам (2 очка)
 Поражение в овертайме или по буллитам (1 очко)
 Поражение в основное время (0 очков)

## Статистика игроков

### Полевые игроки
| Регулярный сезон | Регулярный сезон | Регулярный сезон      | Регулярный сезон | Регулярный сезон | Регулярный сезон | Регулярный сезон | Регулярный сезон | Регулярный сезон | Регулярный сезон |
| №                | Гр               | Игрок                 | Поз              | И                | Г                | П                | О                | +/-              | Штр              |
| ---------------- | ---------------- | --------------------- | ---------------- | ---------------- | ---------------- | ---------------- | ---------------- | ---------------- | ---------------- |
| 45               | Флаг России      | Артём Аляев           | Защ              | 1                | 0                | 0                | 0                | 0                | 0                |
| 9                | Флаг России      | Антон Бабчук          | Защ              | 12               | 0                | 3                | 3                | +1               | 12               |
| 57               | Флаг России      | Сергей Бернацкий      | Защ              | 15               | 1                | 3                | 4                | +9               | 14               |
| 35               | Флаг России      | Артём Блажиевский^    | Защ              | 1                | 0                | 1                | 1                | 0                | 0                |
| 7                | Флаг России      | Павел Валентенко      | Защ              | 13               | 0                | 2                | 2                | -4               | 49               |
| 8                | Флаг Канады      | Войтек Вольский       | Нап              | 17               | 13               | 7                | 20               | +10              | 14               |
| 10               | Флаг России      | Владимир Галузин      | Нап              | 18               | 3                | 4                | 7                | -6               | 2                |
| 4                | Флаг России      | Михаил Григорьев      | Защ              | 13               | 1                | 1                | 2                | 0                | 6                |
| 33               | Флаг России      | Никита Двуреченский   | Нап              | 13               | 2                | 0                | 2                | -2               | 19               |
| 59               | Флаг России      | Сергей Демагин        | Нап              | 11               | 1                | 1                | -2               | -3               | 0                |
| 27               | Флаг России      | Виктор Другов         | Нап              | 14               | 1                | 5                | 6                | +5               | 4                |
| 44               | Флаг России      | Кирилл Дьяков         | Защ              | 3                | 0                | 0                | 0                | 0                | 0                |
| 17               | Флаг России      | Даниил Жарков         | Нап              | 6                | 0                | 0                | 0                | +2               | 4                |
| 26               | Флаг Финляндии   | Яркко Иммонен         | Нап              | 18               | 3                | 7                | 10               | +13              | 10               |
| 71               | Флаг России      | Денис Казионов        | Нап              | 12               | 0                | 0                | 0                | -1               | 10               |
| 67               | Флаг России      | Дмитрий Казионов      | Нап              | 18               | 1                | 5                | 6                | -3               | 47               |
| 62               | Флаг России      | Вадим Краснослободцев | Нап              | 14               | 5                | 1                | 6                | -4               | 8                |
| 95               | Флаг России      | Вячеслав Кулёмин      | Нап              | 18               | 3                | 2                | 5                | +1               | 12               |
| 34               | Флаг России      | Александр Макаров^    | Защ              | 9                | 1                | 4                | 5                | -1               | 31               |
| 81               | Флаг России      | Владимир Малевич^     | Защ              | 7                | 1                | 1                | 2                | +6               | 7                |
| 29               | Флаг Финляндии   | Петтери Нокелайнен    | Нап              | 17               | 4                | 2                | 6                | 0                | 30               |
| 21               | Флаг России      | Максим Осипов         | Защ              | 12               | 0                | 3                | 3                | 0                | 4                |
| 89               | Флаг России      | Алексей Потапов       | Нап              | 15               | 1                | 1                | 2                | +4               | 8                |
| 23               | Флаг Финляндии   | Сакари Салминен       | Нап              | 18               | 5                | 9                | 14               | +10              | 4                |
| 74               | Флаг России      | Сергей Сентюринv      | Нап              | 1                | 0                | 0                | 0                | 0                | 0                |
| 11               | Флаг Финляндии   | Юусо Хиетанен         | Защ              | 18               | 3                | 7                | 10               | +4               | 16               |
| 25               | Флаг России      | Вадим Хомицкий        | Защ              | 18               | 0                | 1                | 1                | -1               | 12               |
| 97               | Флаг России      | Илья Ямкин            | Защ              | 10               | 1                | 0                | 1                | +1               | 0                |

- ^Означает, что игрок пришёл в «Торпедо» по ходу сезона. Статистика отражает только время, проведённое в «Торпедо».
- vОзначает, что игрок покинул «Торпедо» по ходу сезона. Статистика отражает только время, проведённое в «Торпедо».

### Вратари
| Регулярный сезон | Регулярный сезон | Регулярный сезон  | Регулярный сезон | Регулярный сезон | Регулярный сезон | Регулярный сезон | Регулярный сезон | Регулярный сезон | Регулярный сезон | Регулярный сезон | Регулярный сезон | Регулярный сезон |
| №                | Гр               | Игрок             | И                | В                | П                | Мин              | Бр               | ПШ               | И"0"             | Штр              | КН               | %ОБ              |
| ---------------- | ---------------- | ----------------- | ---------------- | ---------------- | ---------------- | ---------------- | ---------------- | ---------------- | ---------------- | ---------------- | ---------------- | ---------------- |
| 20               | Флаг России      | Георгий Гелашвили | 1                | 0                | 0                | 29:23            | 13               | 3                | 0                | 0                | 6,13             | 76,9             |
| 31               | Флаг России      | Максим Аляпкин^   | 0                | 0                | 0                | 0:00             | 0                | 0                | 0                | 0                | 0,00             | 0,0              |
| 37               | Флаг России      | Иван Касутин      | 18               | 7                | 7                | 1024:55          | 364              | 35               | 2                | 2                | 2,05             | 92,5             |
| 60               | Флаг России      | Алексей Яхин      | 2                | 0                | 0                | 43:37            | 21               | 2                | 0                | 0                | 2,75             | 90,5             |

- ^Означает, что игрок пришёл в «Торпедо» по ходу сезона. Статистика отражает только время, проведённое в «Торпедо».
- vОзначает, что игрок покинул «Торпедо» по ходу сезона. Статистика отражает только время, проведённое в «Торпедо».

## Тренерский штаб и административный состав
| Должность               | Имя                 |
| ----------------------- | ------------------- |
| Главный тренер          | Петерис Скудра      |
| Тренер                  | Александр Макрицкий |
| Тренер                  | Александр Завьялов  |
| Тренер                  | Артём Чубаров       |
| Тренер вратарей         | Андрей Царёв        |
| Тренер по физподготовке | Нормунд Силиньш     |
| Администратор           | Павел Жуков         |
| Администратор           | Владимир Щепалин    |
| Врач                    | Владимир Кремлёв    |
| Врач                    | Сергей Ионкин       |
| Врач                    | Борис Рабосин       |
| Массажист               | Владимир Коломаров  |
| Массажист               | Дмитрий Четнёв      |
| Сервисмен               | Анатолий Сидаров    |
| Видеооператор           | Роман Кожура        |